# Hermeton

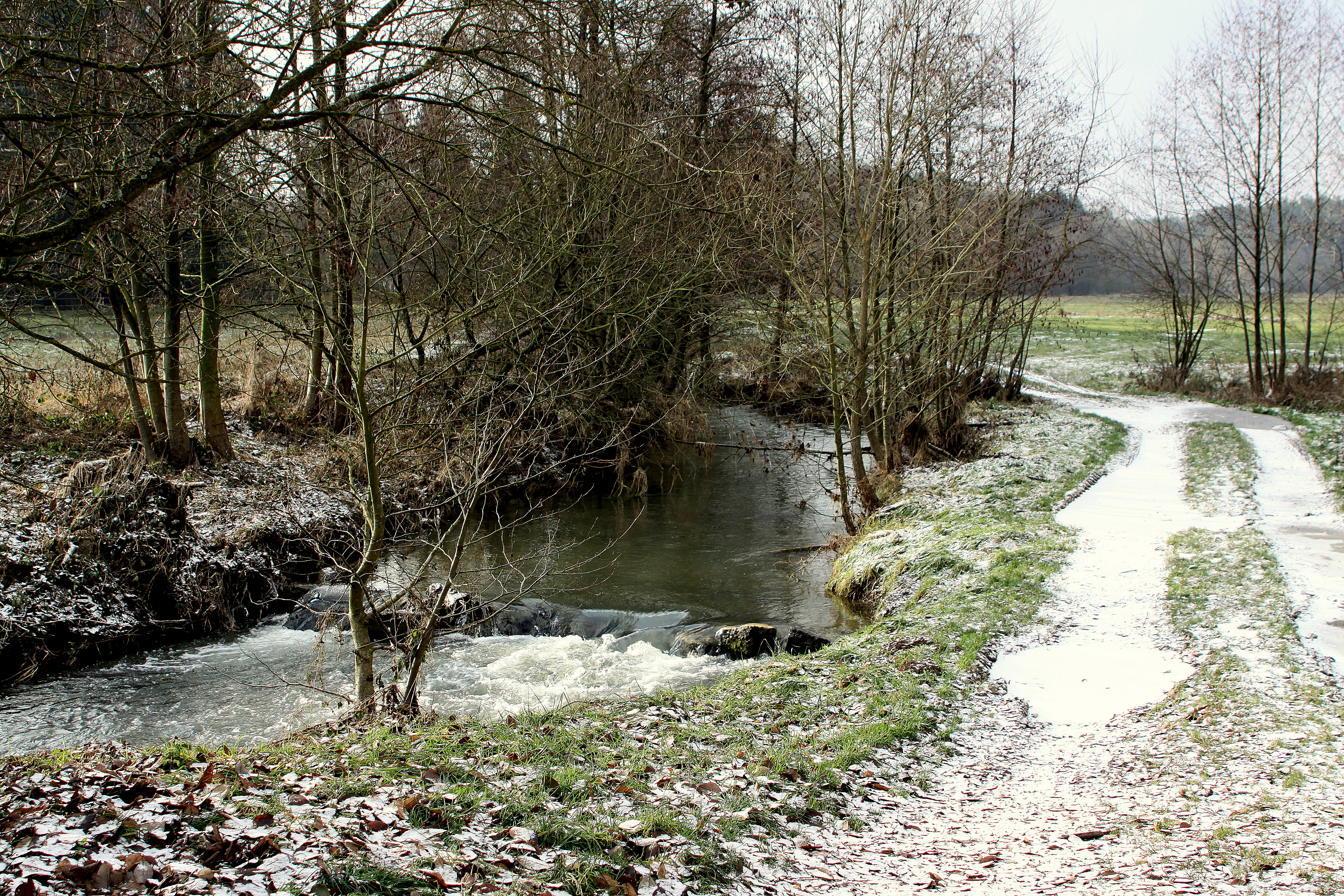
De Hermeton bij Sart-en-Fagne

De Hermeton is een 32 kilometer lang zijriviertje van de Maas dat zijn monding heeft in Hermeton-sur-Meuse.
Het stroombekken is 167 km² groot en bij de monding bedraagt het gemiddeld debiet 1,9 m³ per seconde.